# Oriente 5ta. Sección
Oriente 5ta. Sección är en ort i Mexiko.   Den ligger i kommunen Comalcalco och delstaten Tabasco, i den sydöstra delen av landet, 600 km öster om huvudstaden Mexico City. Oriente 5ta. Sección ligger 12 meter över havet och antalet invånare är 955.
Terrängen runt Oriente 5ta. Sección är mycket platt. Runt Oriente 5ta. Sección är det ganska tätbefolkat, med 160 invånare per kvadratkilometer. Närmaste större samhälle är Comalcalco, 5,0 km norr om Oriente 5ta. Sección. Trakten runt Oriente 5ta. Sección består till största delen av jordbruksmark.